# Goldband
Goldband is een Nederlandse popgroep uit Den Haag. De popgroep bestaat uit Boaz Kok, Karel Gerlach en Milo Driessen in samenwerking met producer Wieger Hoogendorp en is in 2019 opgericht.

## Geschiedenis
Gerlach studeerde muziekproductie en maakte voornamelijk techno. Hierna ging hij met Driessen verder en transformeerde de muziek tot de popmuziek waar de groep later mee bekend geworden is. Kok sloot zich als laatste bij de groep aan. De naam van de popgroep is afkomstig van het gelijknamige merk van stucgips en verwijst daarmee naar het stucen, de vorige baan van de bandleden.
Op 19 juni 2020 werd Goldband uitgeroepen tot 3FM Talent (Beste groep en beste album, Betaalbare Romantiek). In 2022 gaf de band een optreden op festival Lowlands, wat door bezoekers en recensenten als een van de beste optredens op het festival van dat jaar werd gevonden. Na het optreden betraden Witte was en Noodgeval, twee eerdere singles van de band, de Single Top 100 en Noodgeval kwam ook binnen in de Top 40. Daarnaast belandde Noodgeval in 2022 in de Radio 2 Top 2000. Het kwam binnen op plaats 55 en was daarmee dat jaar de hoogste nieuwe binnenkomer in de lijst. Ook in Vlaanderen werd Noodgeval een hit, met een notering in de Ultratop 50. Hiermee had de band hun eerste radiohit te pakken. Ook het album Betaalbare romantiek steeg na het optreden in de Album Top 100 en kwam opnieuw binnen in de Ultratop 200 Albums van Vlaanderen. In november 2022 bracht de band samen met de zangeres Maan een nieuw lied uit met de titel Stiekem. Dit lied werd bij Qmusic uitgeroepen tot Alarmschijf en bij NPO 3FM tot 3FM Megahit.
Op 20 januari 2023 kwam Goldband in het nieuws wegens mogelijk openlijk cocaïnegebruik, tijdens een concert op het podium. Driessen reageerde bij televisieprogramma Khalid & Sophie op de kwestie en vertelde dat hij vond dat de media bekrompen reageerden. Hij beaamde dat de actie niet slim was en hij raadde drugsgebruik af, maar vertelde ook dat mensen al eeuwenlang geestverruimende middelen gebruiken en het helemaal niet gek is dat hij dat nu ook deed. Hij vertelde dat juist de aandacht van de media er voor zorgde dat het meer een ding werd en ook jongeren daardoor zagen dat zij het deden, terwijl hij op het feest met enkel volwassen mensen was.
Sinds 2021 laten de bandleden van Goldband zich in de week voor Kerstmis 36 uur opsluiten in een "glazen huis", geïnspireerd op de Serious Request-actie van 3FM die in dezelfde week plaatsvindt. Ze verblijven bij Club Pip in Den Haag en halen geld op voor een eigen goed doel. De actie is live te volgen via internet en net als bij Serious Request kunnen verzoeknummers aangevraagd worden in ruil voor een donatie.
In 2023 kreeg de groep tijdens Eurosonic Noorderslag in Groningen de Popprijs 2022 uitgereikt. In datzelfde jaar gaven zij een optreden op Pinkpop in het Limburgse Landgraaf en op de Zwarte Cross in Lichtenvoorde.

## Prijzen
- 2020: Haagse Popprijs
- 2020: Haagse Popprijs in de categorie Beste Release met de ep Van de roulette naar de doublet
- 2020: Haagse Popprijs in de categorie Beste Videoclip met het nummer Ja ja nee nee
- 2022: 3FM Award in de categorie Beste Album met het album Betaalbare romantiek[14]
- 2022: 3FM Award in de categorie Beste Groep[14]
- 2022: Haagse Popprijs[15]
- 2022: MTV Europe Music Awards - Best Dutch Act[16]
- 2022: #Video Award in de categorie Beste Music Video met het nummer Stiekem in samenwerking met Maan[17]
- 2023: Popprijs 2022[18]
- 2023: Edison in de categorie Nieuwkomer[19]
- 2023: Edison in de categorie Videoclip met het nummer Stiekem in samenwerking met Maan[19]
- 2023: Edison in de categorie Song met het nummer Stiekem in samenwerking met Maan[19]
- 2023: 3FM Award in de categorie Beste Groep[20]
- 2023: 3FM Award in de categorie Beste Song met het nummer Noodgeval[20]
- 2023: 3FM Award in de categorie Beste Samenwerking met het nummer Stiekem in samenwerking met Maan[20]
- 2024: Schaal van Rigter  met het nummer Stiekem in samenwerking met Maan[21]